# Tadeusz Mioduszewski

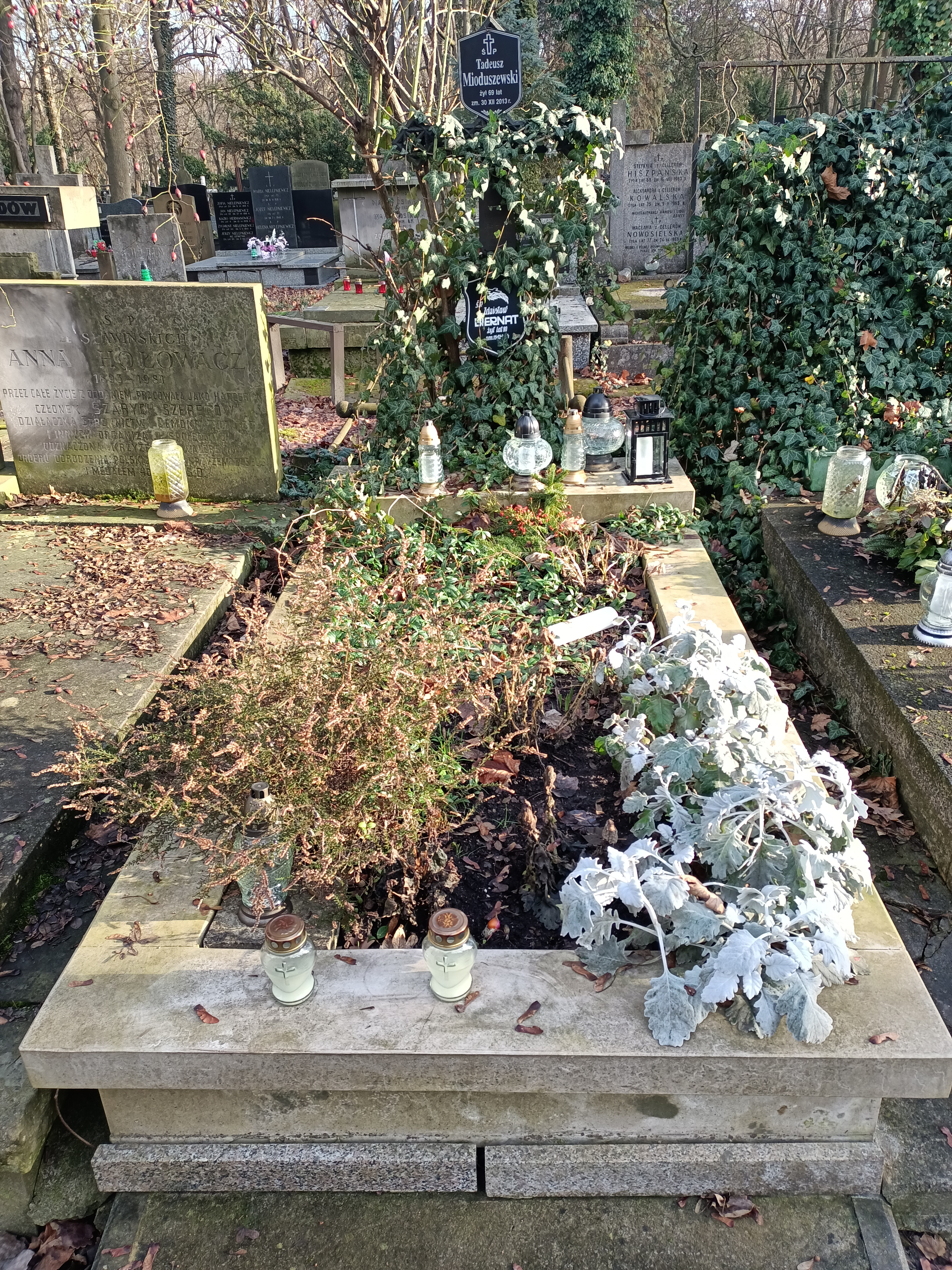
Nagrobek Tadeusza Mioduszewskiego na cmentarzu powązkowskim

Tadeusz Mioduszewski (ur. 21 sierpnia 1944 w Warszawie, zm. 30 grudnia 2013) – pedagog, wychowawca dzieci i młodzieży, poeta.

## Życiorys
Absolwent VIII Liceum Ogólnokształcącego im. Władysława IV. Był harcerzem i drużynowym działającej tam 17 Warszawskiej Drużyny Harcerskiej.
Ukończył studia na Wydziale Pedagogicznym Uniwersytetu Warszawskiego. Wieloletni działacz Towarzystwa Przyjaciół Dzieci, pracownik Zarządu Głównego TPD. Był wykładowcą, a w latach 1973-1982 – dyrektorem Studium Społeczno-Pedagogicznego TPD. Współzałożyciel Kolegium Kształcenia Zawodowego TPD/WSPS (późniejszego Kolegium Edukacji Specjalnej).
Poeta, rysownik i twórca wyklejanek. Autor wierszy dla dzieci publikowanych w „Świerszczyku” i „Płomyczku”.
Pochowany na cmentarzu Powązkowskim (kwatera 309-4-18).